# Johann Siegele
Johann „Hans“ Siegele (* 23. November 1948 in Tannheim, Tirol) ist ein ehemaliger österreichischer Geher und Biathlet.
Bei den Biathlon-Weltmeisterschaften 1975 in Antholz kam er im 10-km-Sprintrennen auf Rang 61, im 20-km-Einzelrennen auf Rang 62 und in der Staffel auf Rang 16.
Danach wechselte er zur Leichtathletik und belegte bei den Olympischen Spielen 1980 in Moskau im 20-km-Gehen den 22. Platz.
Dreimal wurde er Österreichischer Meister im 50-km-Gehen (1980, 1985, 1986) und je einmal im 20-km-Gehen (1978) und im 10.000-Meter-Gehen (1978).
Sein jüngerer Bruder Wilfried Siegele war ebenfalls als Geher erfolgreich.

## Persönliche Bestzeiten
- 20 km Gehen: 1:28:17 h, 5. April 1980, Lassing
- 50 km Gehen: 4:25:45 h, 25. Oktober 1980, Lassing (ehemaliger österreichischer Rekord)